# Grünau im Almtal
Grünau im Almtal is een gemeente in de Oostenrijkse deelstaat Opper-Oostenrijk, gelegen in het district Gmunden (GM). De gemeente heeft ongeveer 2100 inwoners.

## Geografie
Grünau im Almtal heeft een oppervlakte van 230 km². Het ligt in het centrum van het land. De gemeente ligt in het zuiden van de deelstaat Opper-Oostenrijk, niet ver van de deelstaten Stiermarken en Salzburg.

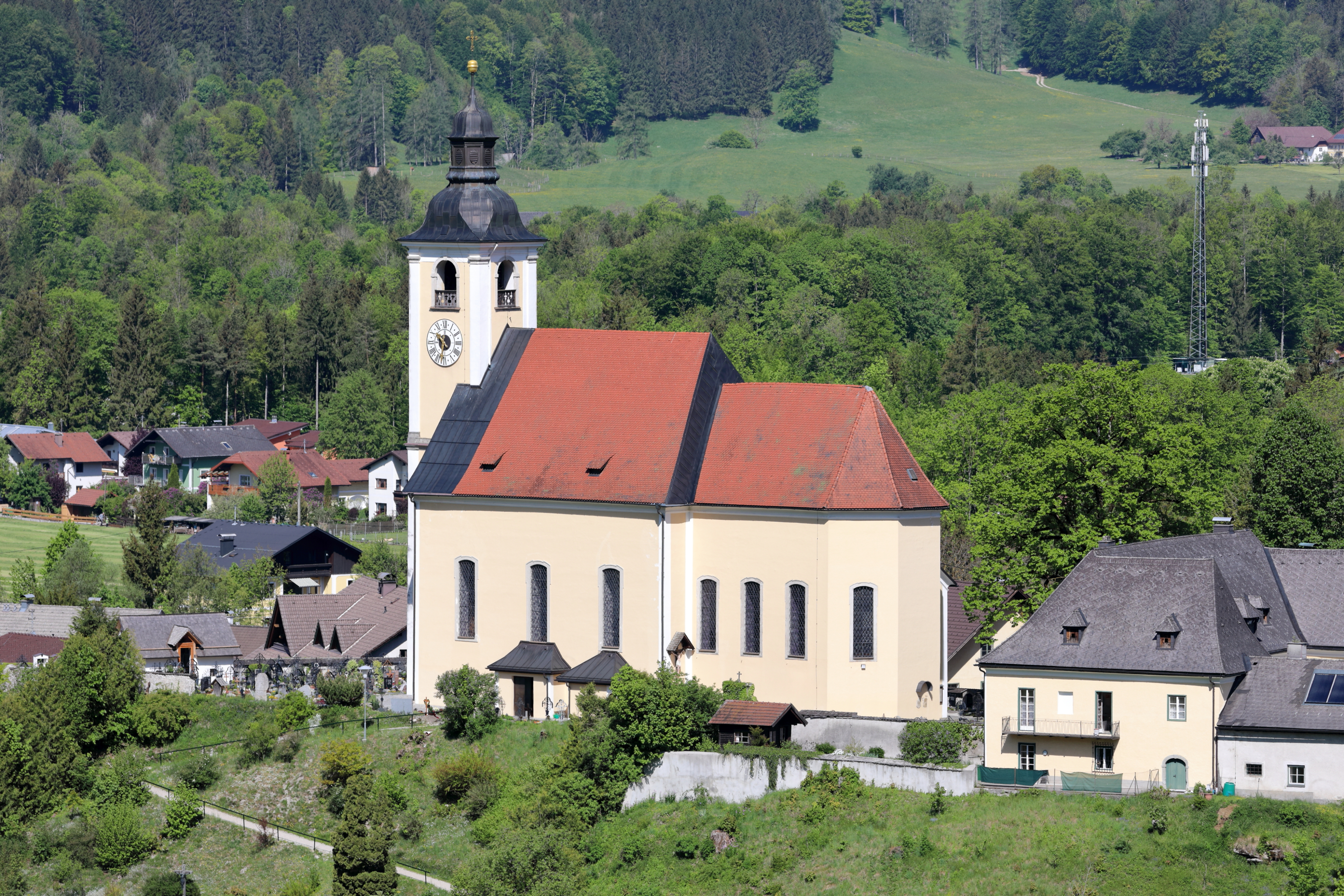
Parochiekerk van Grünau im Almtal

Altmünster · Bad Goisern am Hallstättersee · Bad Ischl · Ebensee am Traunsee · Gmunden · Gosau · Grünau im Almtal · Gschwandt · Hallstatt · Kirchham · Laakirchen · Obertraun · Ohlsdorf · Pinsdorf · Roitham am Traunfall · St. Konrad · St. Wolfgang im Salzkammergut · Scharnstein · Traunkirchen · Vorchdorf
- Bibliothèque nationale de France: cb13613013w (data)
- Gemeinsame Normdatei: 4232856-1
- Nationale Bibliotheek van Tsjechië: ge686298
- Système universitaire de documentation: 144861291
- Virtual International Authority File: 245065523